# Stan Maillaud
Pour les articles homonymes, voir Maillaud.
Christian « Stan » Maillaud, né en 1968, est un théoricien du complot français. Il se prétend ancien militaire (ou ancien gendarme) et militant contre la pédocriminalité alors qu'il a été condamné plusieurs fois pour des enlèvements d'enfants.

## Biographie
Christian Maillaud est le petit-fils de Pierre Maillaud, résistant français, animateur de l'émission Les Français parlent aux Français.
Il est surnommé le "Zorro blanc", par ses partisans qui voient en lui un défenseur de l'enfance et le "zozo blanc" par ses détracteurs qui le perçoivent comme un gendarme radié, considéré comme mythomane et paranoïaque.
Christian Maillaud aurait été gendarme de 1986 à 1992 en Rhône-Alpes et Guyane mais sa carrière apparait difficilement retraçable. Il se reconverti ensuite dans la sécurité privée à La Réunion où il est alors poursuivi pour constitution d'un "groupe de combat".

## Enlèvements d'enfants
En 2004, il est emprisonné à Madagascar, pour enlèvement d'enfants, pendant plusieurs mois avant de s'évader.
En 2009, il est un soutien de Marcel Vervloesem dans l'affaire de Zandvoort.
La même année, il est condamné à un an de prison pour l'enlèvement d'un enfant.
En 2012, sa compagne, Janett Seemann,, est également mise en examen et écrouée. En 2012, il était alors soutenu par Egalité et Réconciliation et le député belge Laurent Louis.
En 2018, il est condamné à cinq ans de prison pour avoir tenté d'enlever trois enfants en 2012, sous prétexte de démanteler de prétendus « réseaux pédophiles sataniques ».
En cavale au Venezuela avec sa compagne, il est arrêté en 2019. Sa peine est alors réduite à 4 ans de prison dont deux avec sursis,,.
Il est mis en examen et incarcéré en août 2021 pour « association de malfaiteurs et incitation de militaires à la désobéissance » au centre pénitentiaire de Moulins-Yzeure,.
En 2023, la conférence de sa compagne Janett Seemann, à Lausanne en Suisse avec Chloé Frammery et François de Siebenthal, sur le thème « Les crimes contre l’enfance du pays des droits de l’homme » avec en arrière plan « l’affaire Camille », est annulée par le loueur de salle.

## Positionnement et engagement politique
Prétendant lutter contre des « réseaux pédophiles sataniques », il dénonce tout un système d'abus sexuel ritualisé sataniste couvert par les instances judiciaires et politiques du pays. Pour ce faire, il a fondé des groupes tels que l'Organisation clandestine civique universelle de lutte contre le terrorisme d’État (Occulte) ou le Ralliement des résistants pour la révolution (RRR).
Il a revendiqué son appartenance au Conseil National de Transition d'Eric Fiorile,,.
Il se positionne également comme opposant à la dictature sanitaire devant mener selon lui à un nouvel ordre mondial, cette opposition lui est également reprochée par la justice,.

## Publications
- L'affaire Vincent, 2012 (ISBN SANS000062404 (édité erroné)).